# Eu Não Existo sem Você
Eu não Existo sem Você é um álbum de compilação de canções da cantora brasileira Maysa, lançado em 1969 pelo selo Premier/RGE. As canções foram extraídas de Convite para Ouvir Maysa nº 3 (1958) e Convite para Ouvir Maysa nº 4 (1959), o quarto e quinto álbum de estúdio da cantora respectivamente. O título da coletânia veio da canção de mesmo nome presente entre as faixas. A maioria das faixas incluídas foram compostas pela cantora (com ou sem parceria do maestro Enrico Simonetti) e pela dupla Tom Jobim e Vinicius de Moraes.

## Faixas
| #  | Canção                                      | Composição                     | Fonte original                       |
| -- | ------------------------------------------- | ------------------------------ | ------------------------------------ |
| 1  | "Eu Não Existo Sem Você"                    | Tom Jobim / Vinicius de Moraes | Convite para Ouvir Maysa nº 3 (1958) |
| 2  | "Fala Baixo"                                | Maysa / Enrico Simonetti       | Convite para Ouvir Maysa nº 3 (1958) |
| 3  | "É Preciso Dizer Adeus"                     | Tom Jobim / Vinicius de Moraes | Convite para Ouvir Maysa nº 3 (1958) |
| 4  | "Saudades de Mim"                           | Maysa                          | Convite para Ouvir Maysa nº 3 (1958) |
| 5  | "As Praias Desertas"                        | Tom Jobim                      | Convite para Ouvir Maysa nº 3 (1958) |
| 6  | "Exaltação ao Amor (Por Toda a Minha Vida)" | Tom Jobim / Vinicius de Moraes | Convite para Ouvir Maysa nº 4 (1959) |
| 7  | "Toda Tua"                                  | Maysa                          | Convite para Ouvir Maysa nº 4 (1959) |
| 8  | "Tema da Meia-noite"                        | Nazareno de Brito              | Convite para Ouvir Maysa nº 4 (1959) |
| 9  | "Pelos Caminhos da Vida"                    | Tom Jobim / Vinicius de Moraes | Convite para Ouvir Maysa nº 4 (1959) |
| 10 | "Candidata a Triste"                        | Paulo Tito / Ricardo Galeno    | Convite para Ouvir Maysa nº 3 (1958) |